# Diecéze Angra
Diecéze Angra (latinsky Dioecesis Angrensis) je římskokatolická diecéze v Portugalsku, která zahrnuje celé autonomní území Azorských ostrovů. Sídlo biskupa se nachází ve městě Angra do Heroísmo na ostrově Terceira, katedrála je zasvěcena Nejsv. Spasiteli. Je sufragánní diecézí vůči patriarchátu lisabonskému. 

## Historie
Azorské ostrovy byly objeveny roku 1427 a již od roku 1432 jsou portugalské. Evangelizace ostrovů byla svěřena Kristovu řádu až do roku 1514, kdy byla založena Diecéze Funchal, která měla ve své jurisdikci i Azorské ostrovy. Vzrůst počtu obyvatelstva i počtu kostelů vedl k založení nové diecéze. K prvnímu pokus došlo v roce 1533, kdy měla vzniknout diecéze São Miguel, pokus však neuspěl v důsledku smrti papeže Klementa VII. Ke skutečnému založení došlo až 3. listopadu 1534 a jejím sídlem se stalo město Angra do Heroísmo na ostrově Terceira. Původně byla tato diecéze sufragánní vůči Arcidiecézi Funchal, ale v roce 1551 (když Funchal přestal být metropolitním sídlem) byla podřízena jako sufragánní vůči patriarchátu lisabonskému.